# ویرجینیایی
ویرجینیایی (انگلیسی: The Virginian) که در سال آخرِ پخشِ خود، با عنوانِ مردی از شایلو هم شناخته می‌شد، یک مجموعه تلویزیونی وسترن آمریکایی بود از سال ۱۹۶۲ تا ۱۹۷۱ میلادی، در ۹ فصل و ۲۴۹ قسمت، از شبکهٔ ان‌بی‌سی به روی آنتن رفت.
این مجموعه، نخستین سریالی بود که هر قسمتش ۹۰ دقیقه (۷۵ دقیقه بدون احتساب آگهی‌های بازرگانی میان‌برنامه‌ای) بود و به طریقهٔ رنگی فیلم‌برداری شده بود.
ویرجینیایی در زمان پخشش بسیار موفق و محبوب بود و سومین سریال طولانی‌قسمت وسترن در تاریخ آمریکا (پس از «دود اسلحه» و «بونانزا») محسوب می‌شود.
این مجموعهٔ تلویزیونی، پیش از انقلاب و از سال ۱۳۵۲ تا ۱۳۵۶ خورشیدی، با دوبلهٔ فارسی از تلویزیون ملی ایران پخش شد.
فصلِ پایانیِ این مجموعهٔ تلویزیونی (فصل نهم)، با عنوانِ «مردانِ شایلو» (انگلیسی: The Men From Shiloh) تهیه و پخش شد.

## نگارخانه

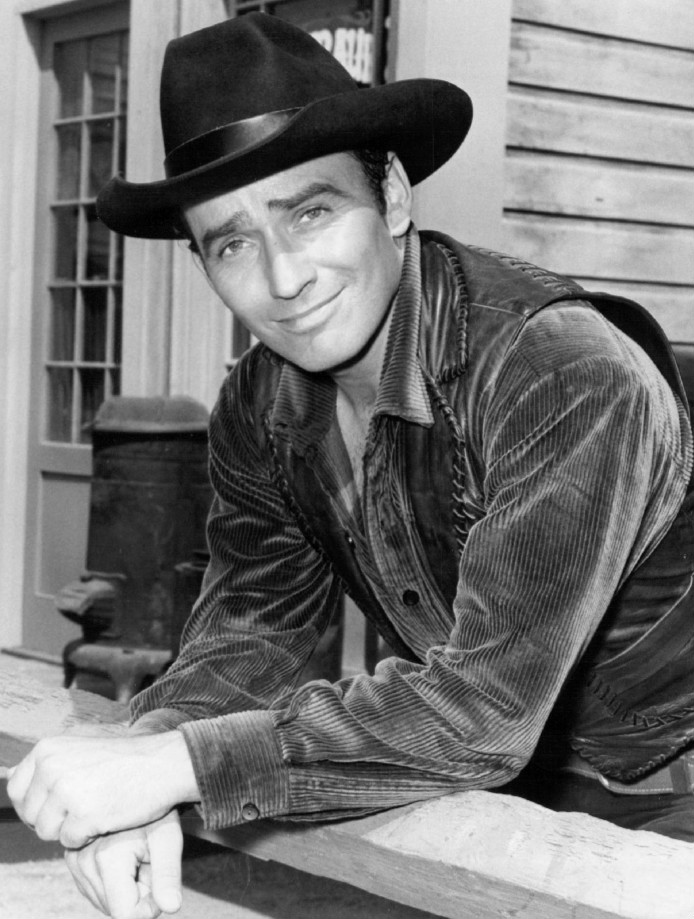
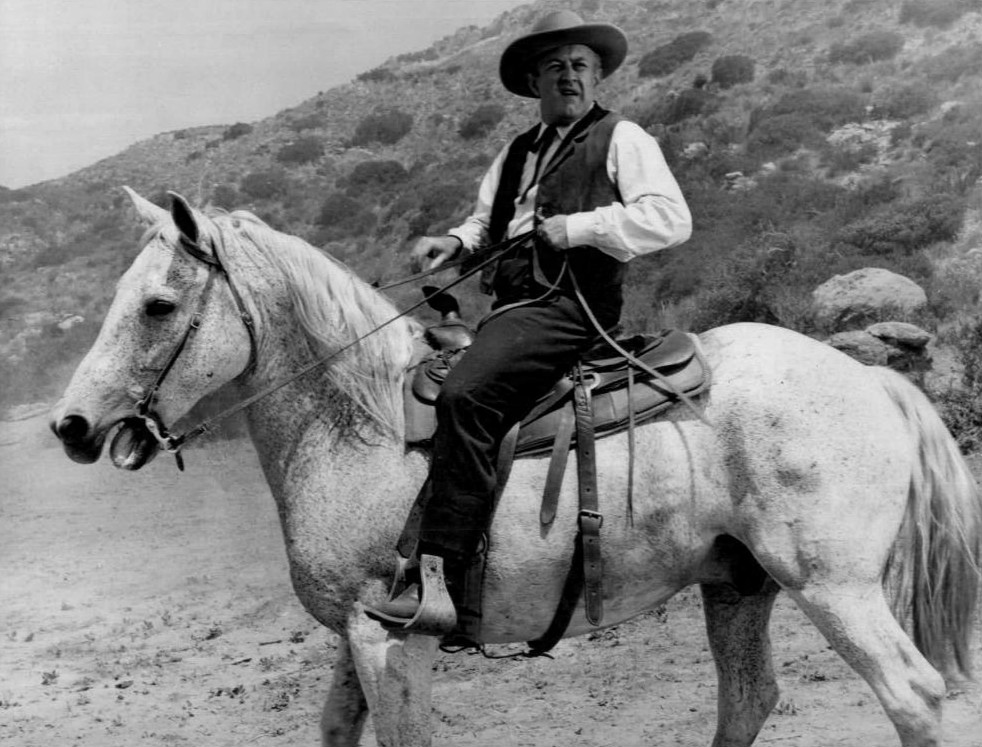
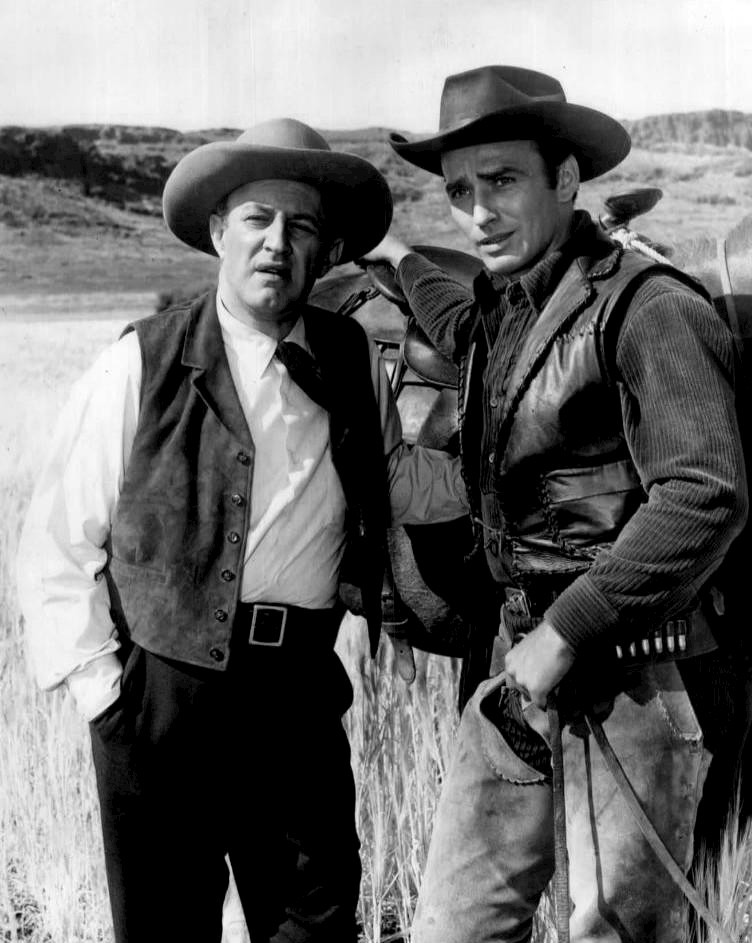
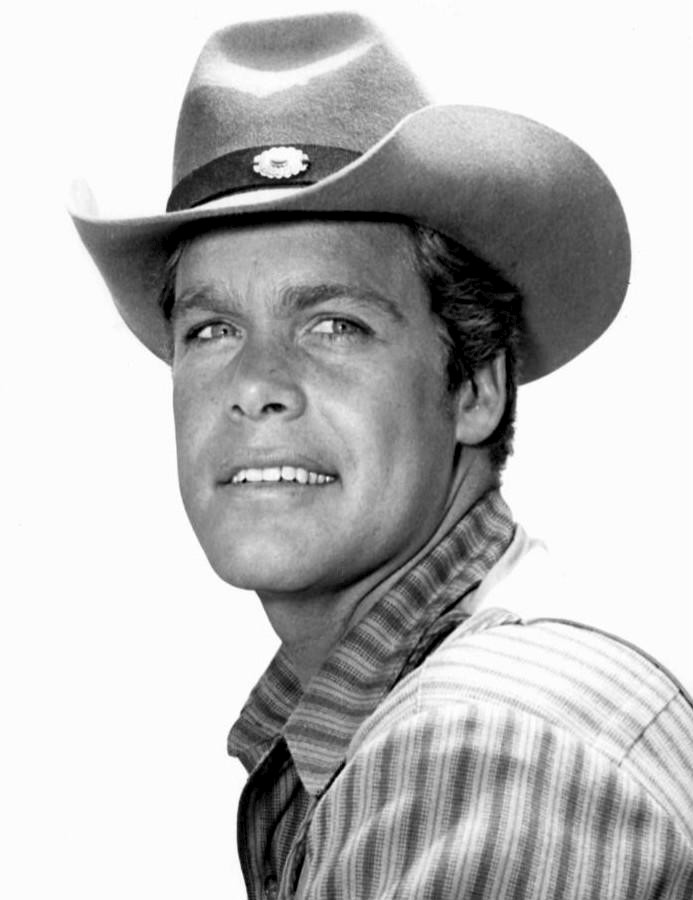
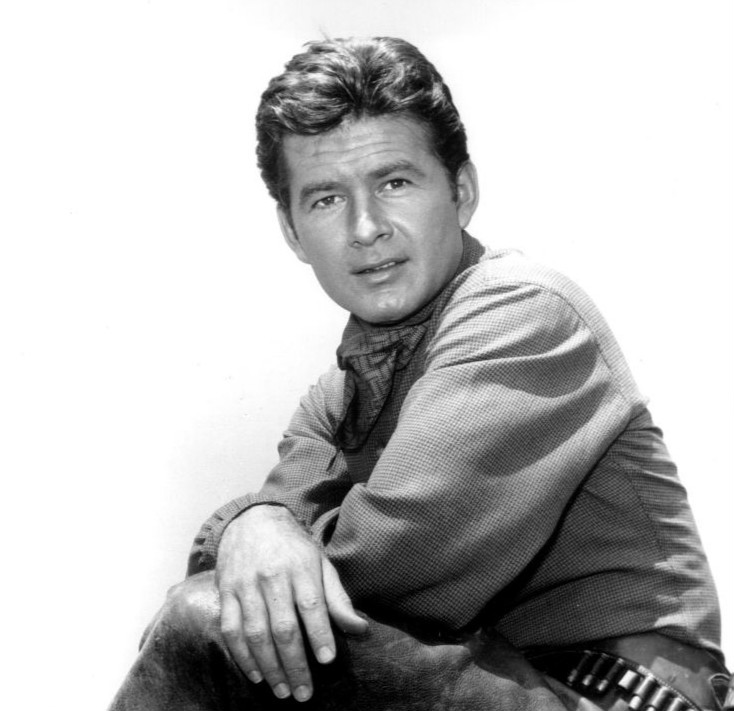
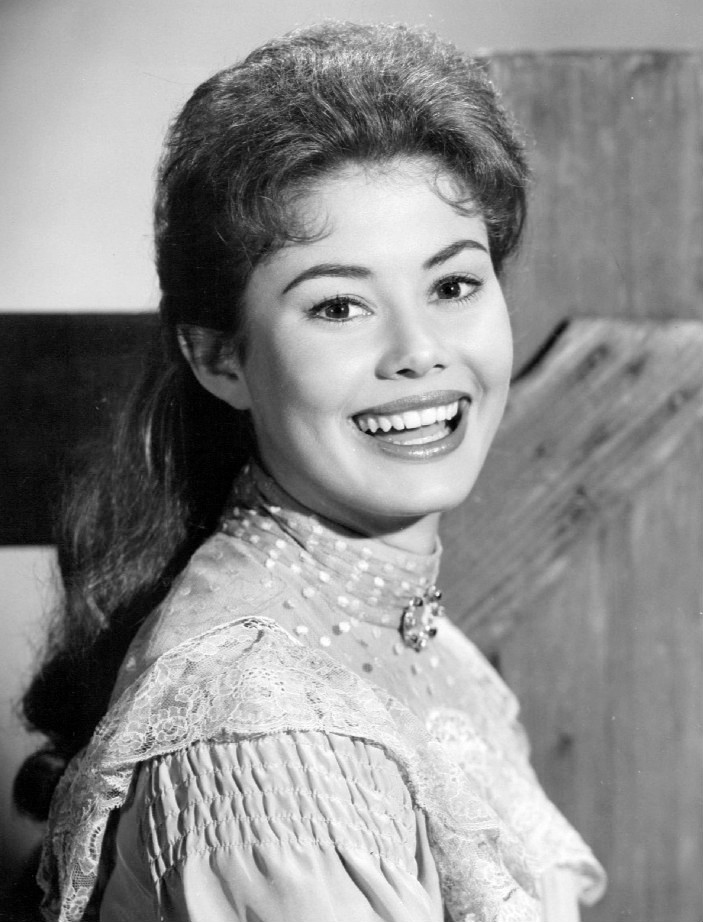
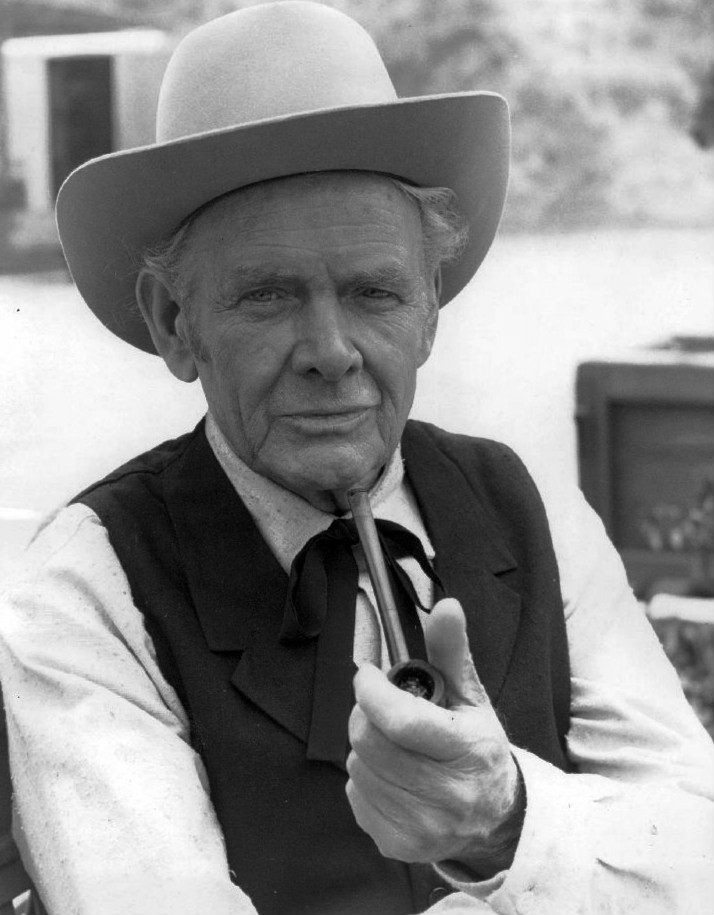
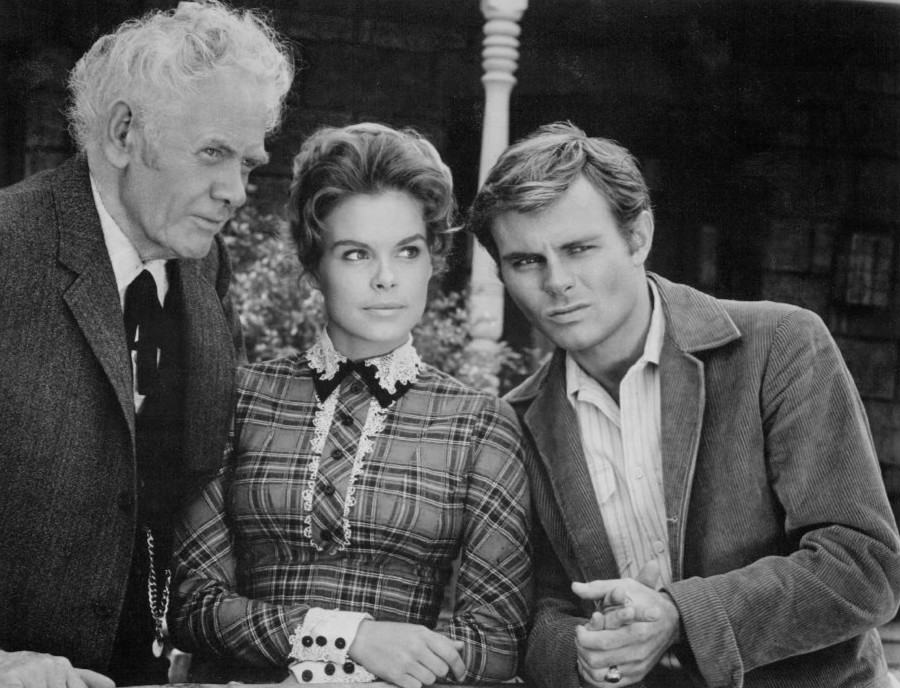
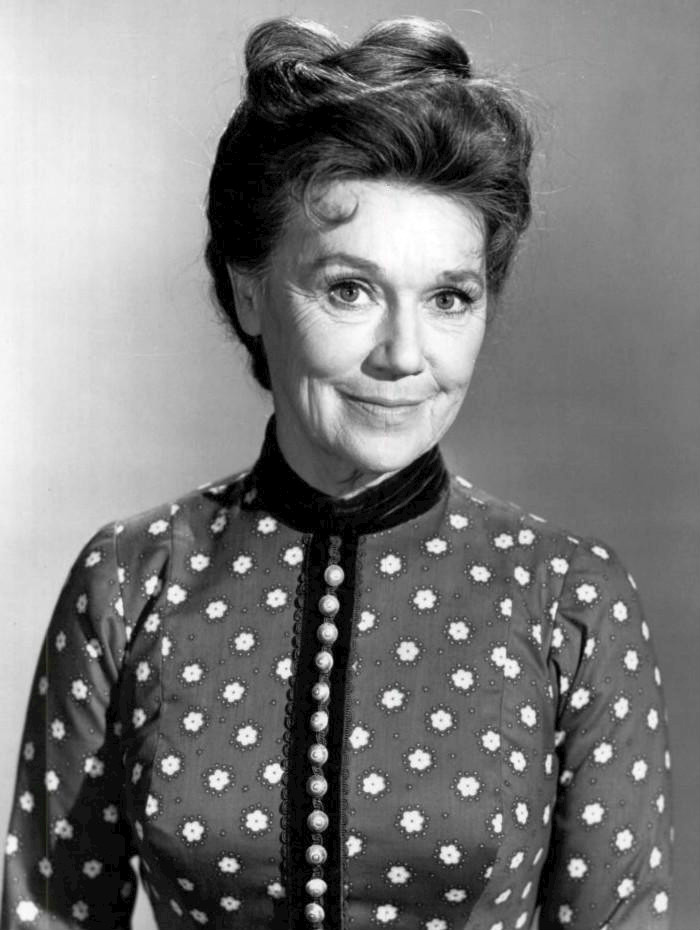
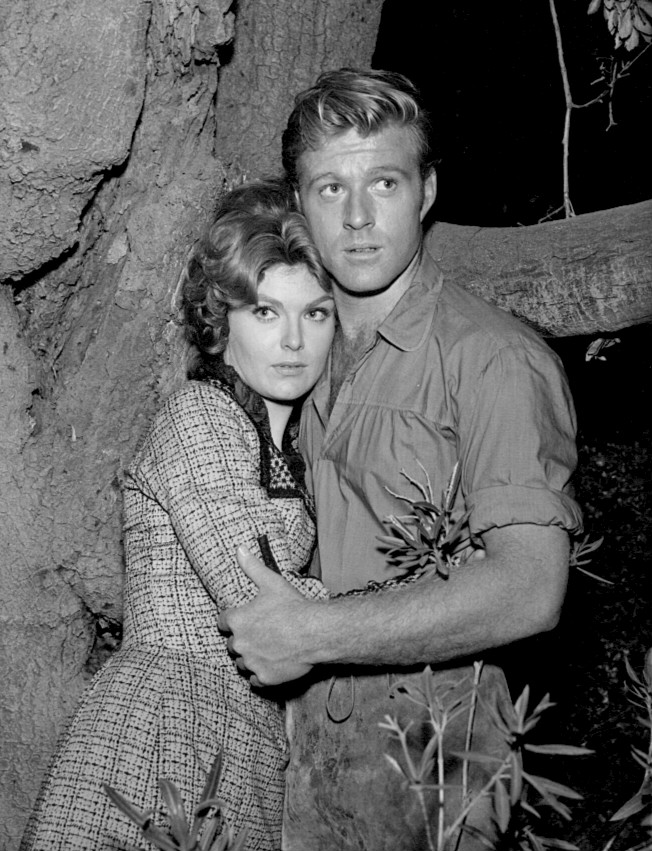
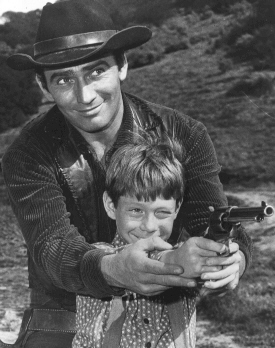
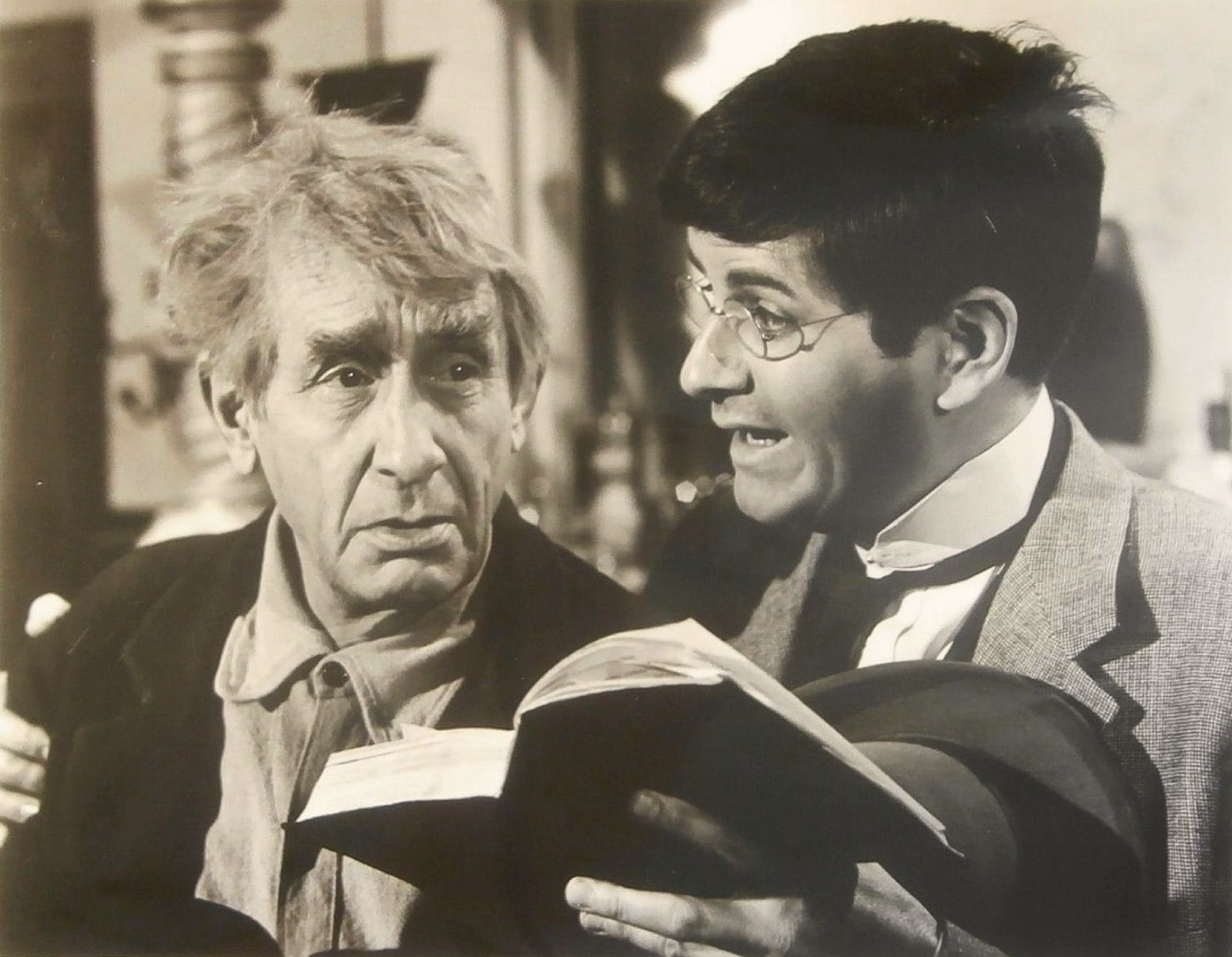